# Mehrab Shahrokhi
Mehrab Shahrokhi (persisch محراب شاهرخی; * 2. Februar 1944 in Ahvaz; † 1. Februar 1993 in Teheran) war ein iranischer Fußballspieler mit afrikanischen Wurzeln. Er wurde wegen seiner Spielweise und seiner dunklen Hautfarbe der schwarze Bomber (persisch بمب افکن سیاه) genannt.
Shahrokhi begann seine Fußballkarriere in seiner Geburtsstadt Ahvaz, wo er für den Club Shenaye Ahvaz spielt. Im Jahr 1963 zog er nach Teheran und begann für Shahin FC zu spielen. 1966 wechselte er nach Problemen mit dem Management zu Daraei F.C. 1966. Auch dort blieb er nur kurz: erste wechselte er zu Paykan FC, dann zum Persepolis F.C. Mit Persepolis konnte er 1972 und 1974 die iranische Meisterschaft gewinnen. 1975 zog er sich aus vom Fußball zurück.
1963 wurde Shahrokhi in die iranische Fußballnationalmannschaft berufen, mit der er 1964 an den Olympischen Sommerspielen teilnahm. Im Jahr 1968 gewann er mit der Nationalmannschaft seinen ersten großen Titel, den Asian Cup in Iran.
Mehrab Shahrokhi starb am 1. Februar 1993.
| Personendaten    | Personendaten             |
| ---------------- | ------------------------- |
| NAME             | Shahrokhi, Mehrab         |
| KURZBESCHREIBUNG | iranischer Fußballspieler |
| GEBURTSDATUM     | 2. Februar 1944           |
| GEBURTSORT       | Ahvaz                     |
| STERBEDATUM      | 1. Februar 1993           |
| STERBEORT        | Teheran                   |